# Földi harkály
A földi harkály (Geocolaptes olivaceus) a madarak (Aves) osztályának harkályalakúak (Piciformes) rendjébe, ezen belül a harkályfélék (Picidae) családjába tartozó faj.
Nemének az egyetlen faja.

## Előfordulása
A földi harkály előfordulási területe Dél-Afrika. A következő országokban található meg: Dél-afrikai Köztársaság, Lesotho és Szváziföld. Az elterjedési területe délnyugattól északkeleti irányba fut végig. Eme területen kívül, ezidáig még nem észlelték.

## Megjelenése
Az élőhelyén, a 30 centiméteres hosszával a legnagyobb harkályok egyike. A háti része szürkésbarna, világos pontozással. A farktollak tövei vörösek; bár röptében jobban látszanak. A szárnyainak felső része és a farktollak barnák, fehér csíkozással. A begyi és hasi tájék drapp, rózsaszínes vagy vöröses árnyalattal. A csőre fekete, hosszú és vékony. A lábai szürkék. A szivárványhártyái (iris) rózsaszínek vagy sárgák. A hím és a tojó majdnem egyformák; azonban a tojón kevesebb rózsaszín és vörös van. A frissen kirepült fióka a tojóra hasonlít.

## Életmódja
A dombos és hegyvidékes száraz, de hűvös, sziklás tájakat kedveli. Más harkályoktól eltérően a talajon mozog és táplálkozik. A legfőbb táplálékát a hangyák képezik; egyaránt elfogyasztja a lárvákat, a bábokat és az imágókat is. Ezeket a korhadó fákból vagy kövek alól vájja ki, és a ragadós nyelvével kapja el. Általában párban vagy kisebb csapatban tartózkodik. Táplálkozáskor az egyik madár őrt áll a veszélyekre leselkedve; körülbelül tízpercenként váltják egymást az őrködő madarak.

## Szaporodása
A költési időszaka tavasszal vagy kora nyáron van. A fészkét egy folyó meredek partszakaszába vájja. A fészekalj általában 3 darab fényesen fehér tojásból áll; ezek az üreg legvégén találhatók.

## Képek

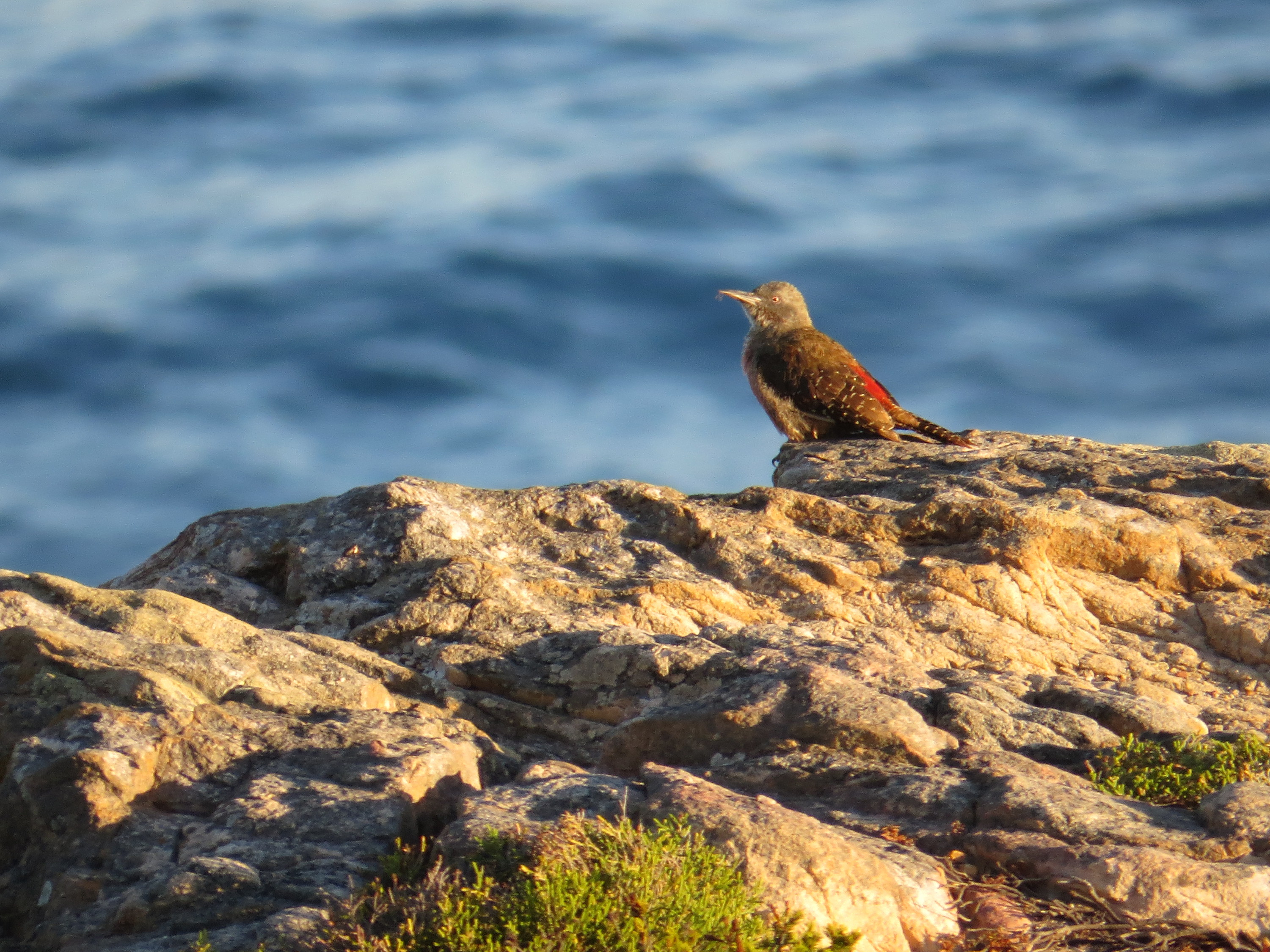
Jól látszik a faroktői vörös foltja
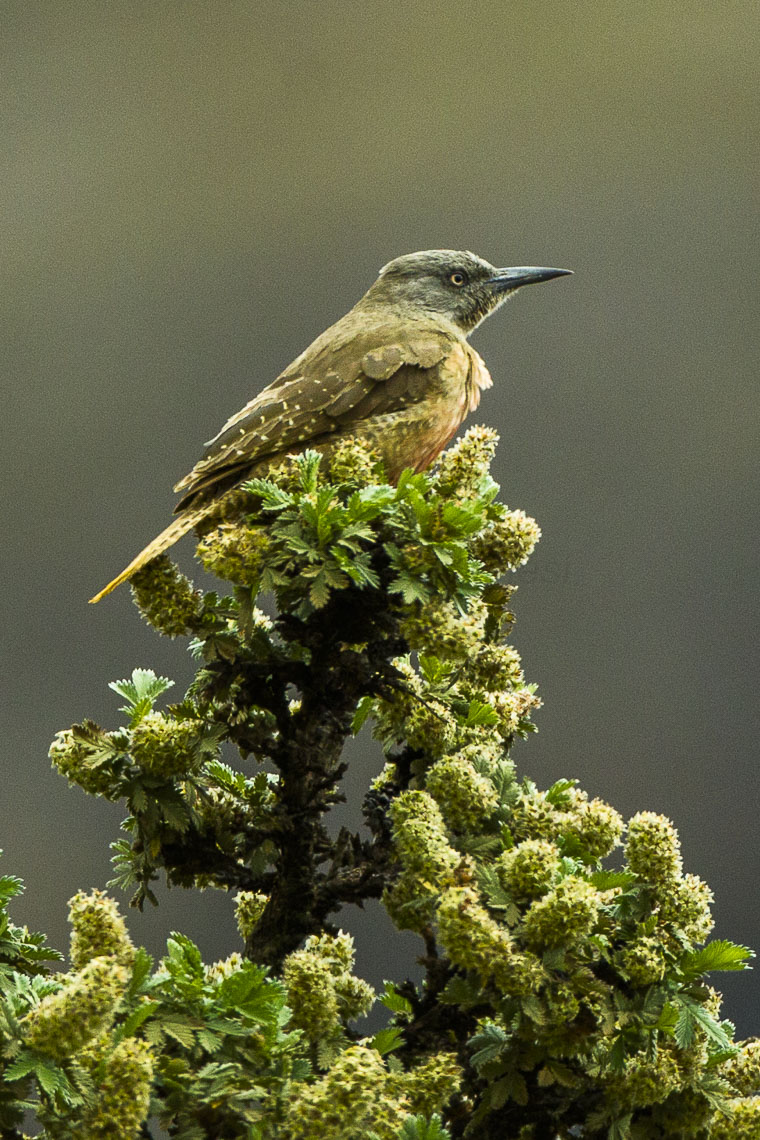
Őrködő példány
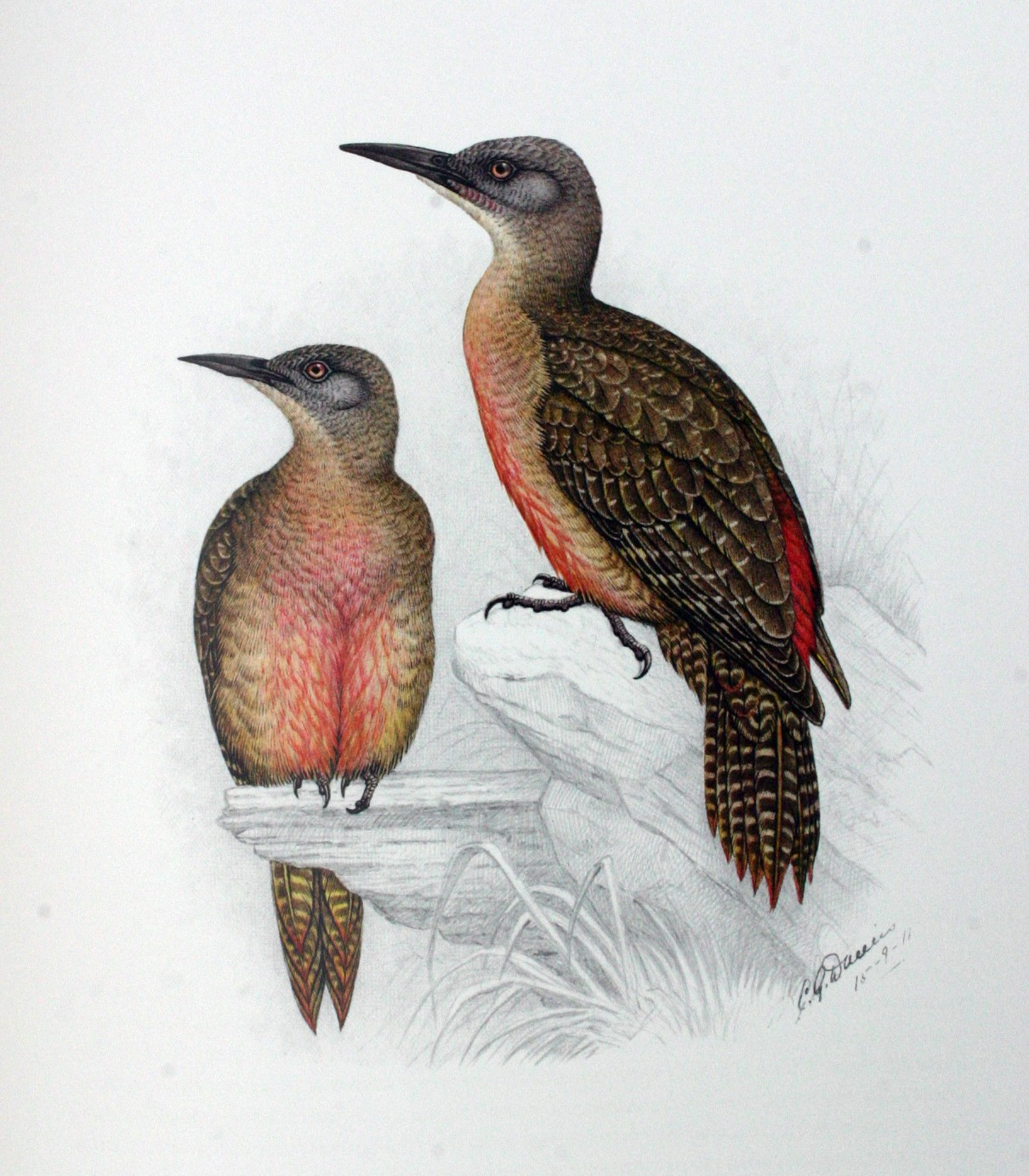
Régi rajz a madárról

## Fordítás
- Ez a szócikk részben vagy egészben  a   Ground woodpecker című angol Wikipédia-szócikk ezen változatának fordításán alapul.  Az eredeti cikk szerkesztőit annak laptörténete sorolja fel. Ez a jelzés csupán a megfogalmazás eredetét és a szerzői jogokat jelzi, nem szolgál a cikkben szereplő információk forrásmegjelöléseként.